# Arhipelagul Gulag
Arhipelagul Gulag (în rusă Архипелаг ГУЛАГ, Arkhipelag GULAG) este un eseu de investigație narativă scrisă de Aleksandr Soljenițîn, care tratează subiectul sistemului de lagăre de concentrare și muncă silnică sovietic. Este o narațiune complexă, bazată pe mărturiile martorilor oculari și pe surse primare de documentare, precum și pe propriile experiențe ale autorului ca prizonier într-un lagăr de muncă din Gulag, după ce criticase politica lui Stalin pe când era căpitan în armata sovietica.

## Scrierea și publicarea cărții
Cartea „Arhipelagul Gulag” a fost scrisă între 1958 și 1968, după cum se indică la sfârșitul ei, și publicată în 1973 în Occident, unde ajunge în secret. Lumea se cutremură de copleșitoarea mărturie a scriitorului disident. Pornind de la scrisorile pe care le-a primit de la supraviețuitorii de după 1956, când a avut loc destaliniziarea, cartea a fost scrisă  în clandestinitate în URSS și dactilografiată de mai multe persoane, apoi acunse bucăți din manuscris, de către alte persoane, în diverse locuri. În cele din urmă, au fost făcute microfilme cu întreaga lucrare și au fost scoase din URSS, cu riscul vieții.Dactilografa lui Soljenițîn se sinucide, pentru că dezvăluise, ca urmare a torturii, locul unde ascunsese un exemplar din manuscris. Cartea „Arhipelagul Gulag” i-a adus lui Soljenițîn, în 1974, expulzarea din URSS. Revenirea acasă are loc la 21 de ani de la publicarea „Arhipelagului Gulag”, în 1994. În URSS, cartea a fost publicată în 1989 sub formă redusă în revista literară Novyj Mir, iar  în 1990, după dizolvarea Uniunii Sovietice,  a fost publicată  în întregime. 

## Titlul
Titlul „Arhipelagul Gulag” este o metaforă și se referă la un spațiu al recluziunii, al suferinței copleșitoare, al terorii permanente și al exterminării sistematice, în care drepturile omului sunt noțiuni inexistente. Gulag este o abreviere a unei denumiri rusești: Administrația Generală a Taberelor de Muncă - Glavnoi Upralvenie Lagheri, abreviat GU-Lag. Lagărele de muncă împânzeau URSS precum insulele într-un arhipelag. 

## Structura
La construcția „Arhipelagului Gulag” au participat 227 de foști deținuți, cu amintiri, epistole, memorii. Soljenițîn a fost dirijorul lor, comentatorul avizat și cel care a orchestrat structura cărții. În funcție de aportul celor 227 de colaboratori, cartea are o structură de puzzle, anumite teme și motive se reiau totuși. Pot fi distinse cinci mari teme: istoria Gulagului, portretul deținutului ca tip uman,  „caste” de deținuți, rezistența în Gulag, prelungirea Gulagului în libertate.

## Recepție și impact
Cartea a devenit obligatorie din 2009 in școlile rusești. Președintele rus Vladimir Putin a numit cartea „foarte necesară”, în timp ce Ministerul rus al Educației (Andrei Fursenko) a spus că „Arhipelagul Gulag”  a arătat „moștenire istorică și culturală vitală pe parcursul istoriei interne a secolului XX”. 
Natalya Reshetovskaya, prima soție a lui Soljenițîn, a scris în memoriile sale că soțul nu a considerat lucrarea drept cercetare istorică sau cercetare științifică și a declarat că este o colecție de folclor de lagăr care conținea materie primă pe care Soljenițîn plănuia să o folosească în producțiile sale viitoare.

## Capitole

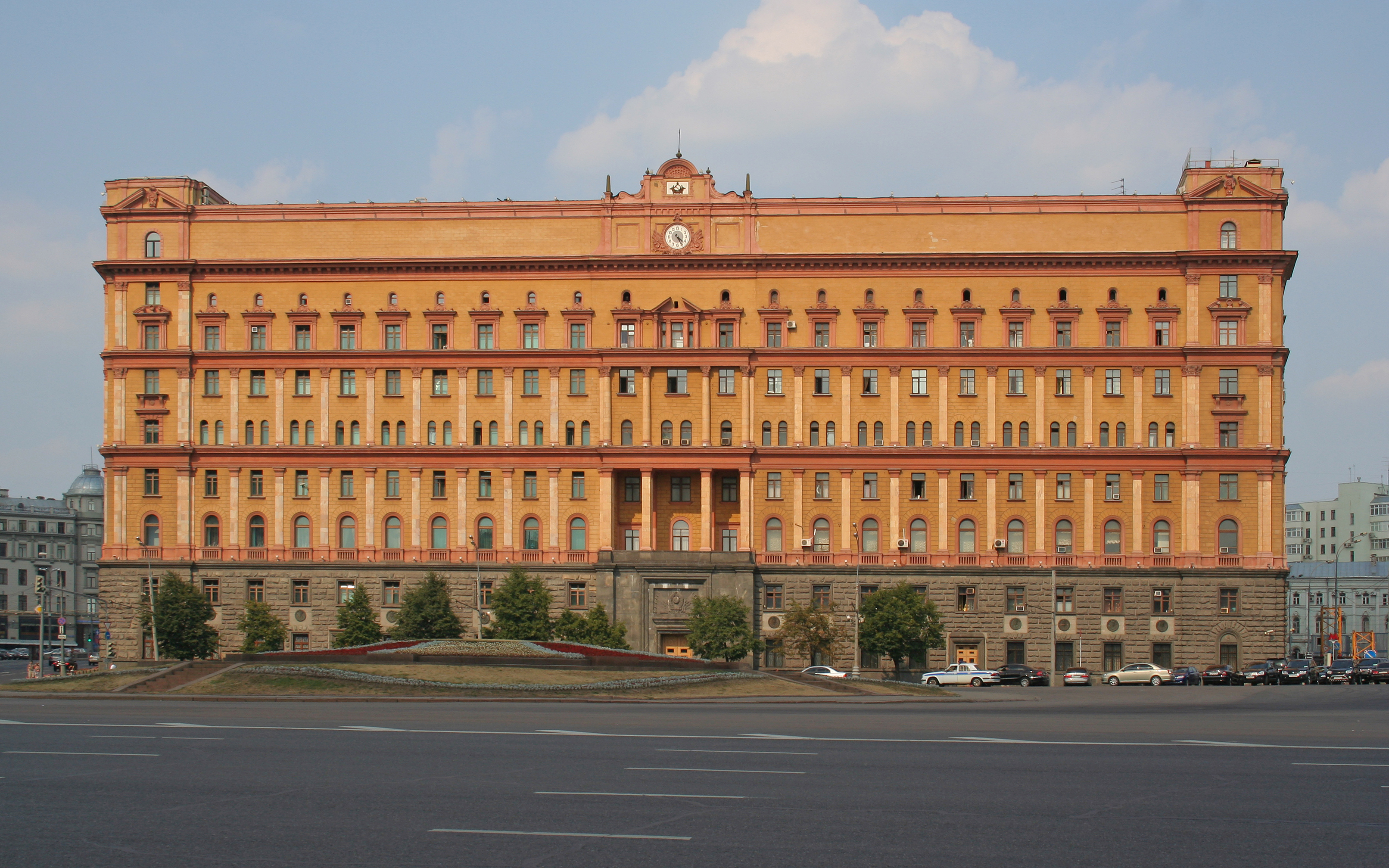
Închisoarea Lubianka unde a fost închis Soljenițîn

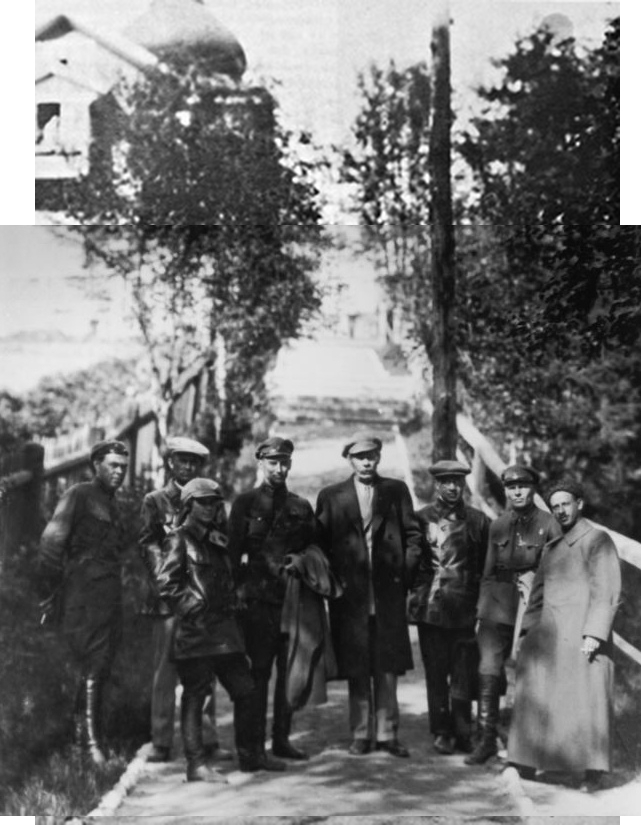
Maxim Gorki în vizită la Insulele Solovki (Arhipelagul Gulag). La dreapta lui ofițerul NKVD Gleb Bokii

### Partea întâi - Industria Penitenciară
- Arestarea
- Istoria canalizării noastre
- Ancheta
- Găitanele albastre
- Prima celulă – prima iubire
- Primăvara aceea
- Sala mașinilor
- Legea – copil
- Legea se maturizează
- Legea în floare
- Pedeapsa capitală
- Tiurzak

### Partea a doua - Perpetuum Mobile
- Corăbiile Arhipelagului
- Porturile Arhipelagului
- Caravanele robilor
- Din insulă în insulă

### Partea a treia - Exterminarea prin Muncă
- Degetele Aurorei
- Arhipelagul se naște din mare
- Arhipelagul face metastaze
- Arhipelagul împietrește
- Pe ce se sprijină Arhipelagul
- Au adus fasciști!
- Viața de zi cu zi a băștinașilor
- Femeia în lagăr
- Oploșiții
- în loc de politici
- Loialiștii
- Cirip-cirip-cirip
- Șapte piei și încă șapte
- Schimbă-ți soarta!
- ȘIzo, BUR, ZUR
- Socialmente apropiații
- Chiștocii
- Muzele în GULAG
- Zekii ca națiune
- Dulăii la lucru
- Lumea din jurul lagărelor
- Construim

### Partea a patra - Sufletul și Sârma Ghimpată
- Elevație
- Ori depravare
- O libertate cu botniță
- Câteva destine

### Partea a cincea - OCNA
- Sortiți pierzaniei
- Zefirul revoluției
- Lanțuri, lanțuri
- De ce ați tolerat?
- Poezia sub lespede, adevărul sub bolovan
- Un evadat convins
- Motănelul alb
- Evadări întâmplătoare și evadări pregătite inginerește
- Băiețașii cu automate
- Când în zonă arde pământul
- Lanțurile ni le rupem pe dibuite
- Cele patruzeci de zile ale Kenghirului

### Partea a șasea – Exilul
- Exilul în primii ani de libertate
- Ciuma țărănească
- Exilările se îndesesc
- Surghiunul popoarelor
- La sfârșitul sorocului
- Fericirea exilului
- Zekii în libertate

### Partea a șaptea - Stalin nu mai este
- Cum să privești astăzi peste umăr
- Cârmuitorii trec, Arhipelagul rămâne
- Legea în zilele noastre

## Traducere în limba română
În Romania comunistă cartea era interzisă și circula doar în mod clandestin existând zvonuri că ar fi fost disponibilă, în traducere românească și litografiată pentru uz intern în anumite instituții precum Academia „Ștefan Gheorghiu”.
Cartea „Arhipelagul Gulag” a fost publicată pentru prima dată în limba română în anul 1997, la Editura Univers din București. Traducerea a fost realizată de Nicolae Iliescu și Ion Covaci, iar postfața fost semnată de Al. Paleologu. Această ediție a fost tipărită în trei volume și reprezintă oficial prima apariție editorială. În anul 2008, cartea a fost reeditată tot la Editura Univers.